# Poecilophyllum
Poecilophyllum là một chi rêu trong họ Dicranaceae.